# Pustoška
Pustoška (rusky Пустошка) je město v Pskovské oblasti Ruské federace. Při sčítání lidu v roce 2010 mělo 4619 obyvatel.

## Poloha
Pustoška leží na řece Krupeje, přítoku jezera Jezerišče v povodí Narvy. Od Pskova, správního střediska oblasti, je vzdálena přibližně 190 kilometrů na jih.

### Doprava
Od roku 1901 vede přes Pustošku železniční trať z Moskvy do Rigy.
Jižně od města je dálniční křižovatka dálnice M9 z Moskvy do Velikých Luk a dál do Rigy s dálnicí M20 z Petrohradu přes Něvel do Běloruska a do ukrajinské Oděsy.

## Dějiny
Za druhé světové války byla Pustoška 16. července 1941 obsazena německou armádou a 27. února 1944 dobyta zpět jednotkami 2. baltského frontu Rudé armády.